# اتمار تسایدلر
اتمار تسایدلر (به آلمانی: Othmar Zeidler)، زیسته (۲۹ اوت ۱۸۵۰ تا ۱۷ ژوئن ۱۹۱۱)، یک شیمیدان اتریشی است. او نخستین کسی است که به ترکیب (سنتز) د.د.ت. دست یافت. او فرزند فرانتس تسایدلر داروساز وینی بود که در تاریخ ۲۹ اوت سال ۱۸۵۰ در وین متولد شد. همچنین برادرش «فرانتس تسایدلر جوان» که او هم یک شیمیدان شده‌بود در بسیاری از پروژه‌ها با او همکاری داشت.
اتمار به عنوان دانشجوی دکترا از شاگردان آدولف فون بایر در دانشگاه استراسبورگ؛ که در آن زمان در آلمان قرار داشت، بود. ترکیب معروفترین عامل شیمیایی مبارزه با آفات دیکرو دیفنیل تری کلرواتان یا حشره‌کش د.د.ت. را او در سال ۱۸۷۴ پیدا کرد. اتمار تسایدلر قبل از سال ۱۸۷۶ به اتریش بازگشت و پس از کار در آزمایشگاه شیمی دانشگاه وین، در منطقهٔ رودلفسهایم-فونفهاوس در وین به داروسازی پرداخت. او در تاریخ ۱۷ ژوئن سال ۱۹۱۱ در ماور نزدیک وین در گذشت.